# 黑鱸屬
黑鲈属（学名：Micropterus），有时也被误称为“黑鳟”（black trout），是日鲈目分布在北美洲的太阳鱼科下的一个淡水辐鳍鱼属，广泛分布于落基山脉东侧、北至加拿大哈德森湾流域、南至墨西哥东北部的淡水水体。其中一些黑鲈品种（特别是大口黑鲈和小口黑鲈）已经被广泛引进到世界各地，以至于可以被定义为世界分布。
在日本和东亚大陆地区，黑鲈因其入侵性和掠食性已经被看做是有害生物, 各地为了保护当地生态系统曾多次试图将其清除，但在许多地区黑鲈仍然成功取得了归化状态。

## 物种
目前，黑鲈属被承认的鱼种共有13个：
- 卡哈巴河黑鲈（M. cahabae，[6]）W. H. Baker, Blanton & C. E. Johnston, 2013
- 浅滩黑鲈（M. cataractae）J. D. Williams & G. H. Burgess, 1999
- 查特胡奇河黑鲈（M. chattahoochae，[6]）W. H. Baker, Blanton & C. E. Johnston, 2013
- 红眼黑鲈（M. coosae）C. L. Hubbs & R. M. Bailey, 1940
- 小口黑鲈（M. dolomieu）Lacépède, 1802
- 佛罗里达黑鲈（M. floridanus）Lesueur, 1822
- 阿拉巴马黑鲈（M. henshalli）C. L. Hubbs & R. M. Bailey, 1940
- 南方黑鲈（M.notius），也称萨旺尼河黑鲈（Suwannee bass）R. M. Bailey & C. L. Hubbs, 1949
- 斑点黑鲈（M. punctulatus）Rafinesque, 1819
- 大口黑鲈（M. salmoides）Lacépède, 1802
- 塔拉普萨河黑鲈（M. tallapoosae，[6]）W. H. Baker, Blanton & C. E. Johnston, 2013
- 特氏黑鲈（M. treculii），也称瓜达卢佩河黑鲈（Guadalupe bass）Vaillant & Bocourt, 1874
- 黑武士河黑鲈（M.s warriorensis，[6]）W. H. Baker, Blanton & C. E. Johnston, 2013

乔克托黑鲈（M. haiaka）被提出要单独分类为第14种黑鲈，但目前这个提案还没有被广泛接受。

## 形态

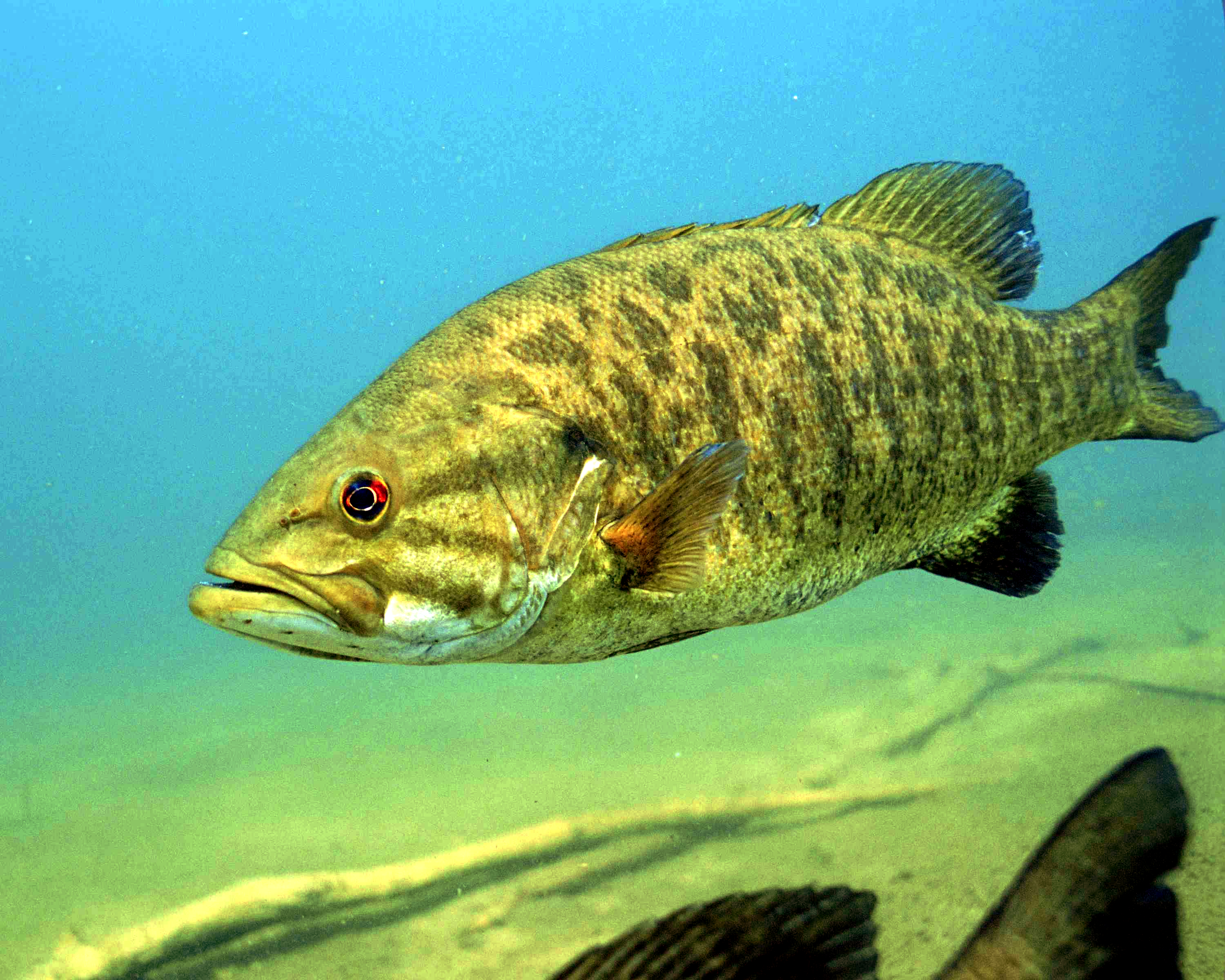
黑鲈的模式种——小口黑鲈（M. dolomieu）

黑鲈属所有的鱼种都呈暗绿底色，侧面衬深色斑纹。绝大多数鱼种的最大体长可达40—60（16—24英寸），但有些大口黑鲈的个体报告可以达到米级。黑鲈的世界纪录是美国人乔治·佩里（George W. Perry）于1932年6月2日在佐治亚州蒙哥马利湖（Montgomery Lake）捕获的一条重22英磅4盎司（10.1）的大口黑鲈，但因为年代久远并没有被国际钓鱼运动协会认证；被IGFA正式认证的世界纪录是日本钓手栗田学（Kurita Manabu）于2009年7月2日在滋贺县琵琶湖捕获的一条同等重量的大口黑鲈。
根据品种、水质和食源贫富的不同，黑鲈可以在湖泊、水库、河流、溪流、湿地、甚至路边的沟渠内都能找到。在繁殖期，雄黑鲈会在水底建造一片坑洼地让雌性产卵，随后在进行体外受精。之后雄鱼会留守鱼卵和刚孵化的仔鱼，直到鱼苗能够独立游泳离开鱼巢为止。

## 休闲钓鱼

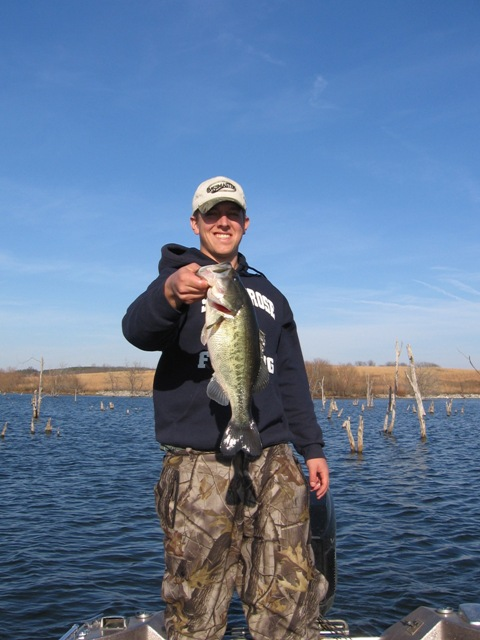
在爱荷华州钓获的大口黑鲈

因为被钓中后会奋力挣扎极富挑战性，所有黑鲈品种都是极受欢迎的游钓鱼，是北美休闲捕鱼的主要目标鱼类。在美国最被钓获的黑鲈鱼种是大口黑鲈（Micropterus salmoides）、小口黑鲈（Micropterus dolomieui）、斑点黑鲈（Micropterus punctulatus）和特氏黑鲈（Micropterus treculii）。黑鲈（特别是较小的鱼体）和同科的太阳鱼一样肉味脆嫩鲜美，但通常不被看做是商业级别的食用鱼。
从19世纪末期开始至今，现代鲈钓运动已经发展成为了数十亿美元产值的跨学科产业，并且对西方国家市场上的渔具（包括专用的鲈钓竿、鱼轮、鱼线、鱼饵、电子声呐测深和测鱼设备）和各类水面载具（各种划艇、橡皮艇、皮艇或动力艇）的研发与制造方向产生了重大影响。
因为黑鲈平时觅食非常依赖嗅觉，因此鲈钓参与者必须格外注意自身的气味，因为防晒霜、防蚊液、菸叶等户外化学品的气味都可以让黑鲈警觉并回避。钓者还必须经常洗手以防自身的气味残留在鱼线、鱼竿、鱼轮和拟饵上。